# Johann Abraham Peter Schulz
Johann Abraham Peter Schulz (født 31. marts 1747 i Lüneburg, død 10. juni 1800 i Schwedt) var en tysk komponist og kapelmester.
I sine unge år fik Schulz kendskab til flere af tidens førende komponister og musikteoretikere, således Carl Philipp Emanuel Bach, Joseph Haydn, Johann Friedrich Reichardt, Johann Philipp Kirnberger og Johann Georg Sulzer.
Hans debut som komponist skete som 11-årig, men det var først som 30-årig at hans komponistkarriere tog fart. Han skrev blandt andet en række sange, hvis folkeligt enkle karakter sammen med den særegne lyriske stemning i disse sange regnes som værende af væsentlig betydning for udviklingen af hele den kunstart, der kendes som den tyske Lied. Schulz regnes for en af de betydeligske repræsentanter for den såkaldte Anden Berliner Liedskole
Han blev i 1787 kaldet til København som komponist og teaterkapelmester. Schulz skrev i 1790 musikken til syngespillet Høst-Gildet (tekst af Thomas Thaarup) som var en hyldest til bondefrigørelsen. Desuden skrev han en række korværker samt en række folkelige sange. Gennem sin musik og sin elev C.E.F. Weyse fik han stor betydning også for dansk musik, særlig for den danske romance.

## Liv og gerning

### Barndom og ungdom
Faderen var bager og en flittig kirkegænger. Han ønskede, at sønnen skulde blive præst og satte Johann i latinskole. Ved disciplenes kortjeneste i kirken vakte den livlige drengs smukke stemme og hans medfødte evne til at synge endog vanskelige partier fra bladet almindelig opmærksomhed. 11 Aar gammel begyndte han allerede at komponere uden at kende noget til harmonilære.
Han havde det held, at den den dygtige organist ved Johanneskirken, Schmügel, fra Hamborg og elev af den berømte Telemann, tog sig af Johanns musikalske opdragelse oh lærte ham teori og orgelspil, ja lod ham endog bo i sit hus, hvor der var ganske anderledes ro til at øve sig end i det tarvelige hjem. Hans hurtige og store fremskridt på orgelet, det eneste instrument, som faderen havde agtelse for, åbnede endelig dennes øjne for, hvad der var sønnens rette livsopgave, og 1765 gav han Johann lov til at rejse til Berlin, hvor han var så heldig at gøre bekendtskab med Carl Philipp Emanuel Bach, der anbefalede ham til den i samtiden bekendte kontrapunktiker Kirnberger. Denne tog ham, i en alder af 18 år i en streng skole. Alt, hvad han tidligere havde komponeret, blev kasseret, og han måtte begynde forfra som en skoledreng. Johann arbejdede med jernflid, og til gengæld tog Kirnberger ham i sit hus, sørgede for ham som en fader og var utrættelig i at undervise ham i simpel og figureret koralstil, i enkelt og dobbelt kontrapunkt. Heri var Kirnberger en mester i gammeldags betydning, men praktiker var han ikke: at tage sin elev med til koncerter faldt ham ikke ind, og orgelspillet blev lagt på hylden. Johann erklærede siden, at hvad han dengang vandt i teoretiske kundskaber og kritik, det tabte han i opfindelsesevne, og at han senere havde vanskeligt ved at genvinde sin medfødte lethed i at skrive melodisk og behagelig. Heri ligger måske grunden til, at han forholdsvis sent – over 30 år gammel – debuterede som komponist med et 1778 udgivet hæfte klaverstykker, der fandt en meget rosende modtagelse lige som hans året efter udkomne 24 "Gesänge am Clavier".

### Tidlige ansættelser
I 3 år var han i lære hos Kirnberger, hvorefter denne skaffede ham en god stilling som akkompagnatør hos en rig polsk fyrstinde Sapieha, med hvem han rejste i 4 år i Italien, Frankrig og Tyskland. På disse rejser besøgte han Joseph Haydn i Wien og lærte dennes værker at kende, hvilke med deres inderlige og naturlige forening af melodik og harmonisk kunst gjorde et stærkt indtryk på ham. Ligeledes mødte han sangkomponisten Reichardt. I 1772 forlod han i Warszawa fyrstindens tjeneste og fik en lignende plads hos hendes slægtning fyrst Sapieha, der residerede i Dereczyn, en lille by i Litauen. Men akkompagnatørtjenesten trættede Joseph, så at han kun holdt ud at være der i 6 måneder, og i 1773 rejste han tilbage til Berlin.

### Musiklærer i Berlin og kapelmester i Rheinsberg
I Berlin fik han snart en omfattende virksomhed, ernærede sig som musiklærer, skrev artiklerne om musik, bogstav S—Z, i Johann Georg Sulzers Allgemeine Theorie der schönen Künste (1771-74) samt leverede væsentlige bidrag til Kirnbergers Wahre Grundsätze zum Gebrauch der Harmonie, debuterede endelig som komponist med seks klaverstykker (1776) og vandt position ved sine melodirige Lieder im Volkston (1779, 1782 og 1790), senere med Uzens lyrische Gedichte og Religieuse Oden und Lieder.
Det folkeligt-enkle og den egne lyriske stemning i disse sange blev af betydning for udviklingen af hele denne kunstart, den tyske Lied. Schulz regnes for en af de betydeligske repræsentanter for den såkaldte Anden Berliner Liedskole, "Zweite Berliner Liederschule".
I 1776 blev Schulz musikdirektør ved det af hoffet underholdte franske teater i Berlin, og blev efter dets nedlæggelse i 1778 i 1780—1787 kapelmester hos Frederik IIs broder, prins Heinrich (Heinrich von Preußen, 1726–1802) i Rheinsberg. Denne havde overværet nogle private forestillinger, små franske operetter, som kronprinsessen og hendes hofdamer opførte under Schuts ledelse, og syntes så godt om ham, at han engagerede ham fra 1. april 1780 som kapelmester ved sit franske teater i Rheinsberg.
Ikke længe efter giftede han sig med en smuk ung pige, Wilhelmine Flügel, der var i huset hos sin onkel Carl Sievert, kammermusikus hos prinsen. Men den huslige lykke varede kun kort: først mistede de deres barn, derefter sygnede hans hustru hen og døde i sommeren 1784. Et par år senere fandt han dog trøst for sit tab ved at ægte sin afdøde hustrus søster Louise Charlotte Philippine Flügel.
Der var heller ikke tid til at sørge i det muntre Rheinsberg, thi prinsen forlangte meget arbejde af sin kapelmester, og Schulz skånede sig ikke i nogen retning. I de 7 år, han tilbragte i Rheinsberg, opførte han foruden en mængde af de bedste franske operetter, hvoraf navnlig Grétrys vare ganske efter Schultz hjerte, de bedste store operaer af Gluck, Piccinni og Sacchini.
Endvidere komponerede han for teatret i Rheinsberg mange større og mindre lejlighedskompositioner samt operetten "La fée Urgèle", operaen "Aline, reine de Golconde" og endelig sit mest berømte værk: ouverturen og korene til Racines tragedie Athalie. Denne musik, som han skrev i 1782 på prinsens opfordring, bragte hans navn viden om, hvortil også hans ven professor Cramer i Kiel bidrog meget ved at oversætte teksten til tysk og ved 1786 at udgive et klaverudtog af Musikken. Samme år blev den med bifald opført ved en koncert i Berlin, og da den i januar 1787 under Kunzens ledelse blev givet i 3 repriser ved de aristokratiske koncerter i det Schimmelmannske Palæ i København, hvor hoffet var til stede, og hvor den ellers ikke synderlig musikalske kronprins Frederik efter et
øjenvidnes beretning blev rørt indtil tårer, gjorde den et sådant indtryk, at Schulz, der for øvrigt tidligere efter sigende var anbefalet af Naumann, fik tilbud om at overtage det ledige embede som kongelig dansk kapelmester, et tilbud han gerne tog imod, ikke mindst på grund af de fordelagtige vilkår: omtrent dobbelt så høj en gage, som han havde i Rheinsberg, og særlig fordi han siden 1785 havde følt sig ilde til pas på grund af de ham ufortjent tilføjede krænkelser fra den musikalske, men stokpedantiske og bidske prinsesse Amalies side.

### Opholdet i København 1787-1795
I København, hvor han ankom 19. oktober 1787, begyndte en ny og særdeles frugtbar periode af hans kompositionsvirksomhed. Allerede på forhånd havde hans musik skaffet ham mange venner i Danmark; thi foruden Athalie havde hans i Tyskland epokegørende og endnu kendte, fortræffelige Lieder im Volkston fundet vej her op; endnu mere populære blev de, da Knud Lyne Rahbek 1792 udgav et udvalg af dem med danske tekster. I øvrigt satte Schulz sig hurtig ind i dansk sprog og litteratur.
Hans første for almenheden opførte danske komposition var et kor i en prolog af Thaarup ved kronprinsens tilstedeværelse i teatret 8. december 1788, men allerede i vinteren 1787-88 havde han til Johannes Ewalds tekst komponeret sit klassiske passionsoratorium Maria og Johannes, som med stort bifald var blevet opført ved hoffet i fasten 1788. Fra 1789 af, hvor det udkom i klaverudtog, blev det ofte opført og 1791 endog udgivet i partitur efter et af Schulz udtænkt ciffersystem.
Schulz skrev i 1790 musikken til syngespillet Høst-Gildet (tekst af Thomas Thaarup) som var en hyldest til bondefrigørelsen. Schulz har endvidere optrådt som musikforfatter, således på foranledning af bondefrigørelsens mænd, særlig Reventlow, med en lille afhandling: Gedanken über den Einfluss der Musik auf die Bildung eines Volks (1790). Desuden skrev han en række korværker samt en række folkelige sange.
At komponere en original dansk opera var Schulz' inderligste ønske, og Thaarup var også begyndt på en tekst dertil, men kunne ikke blive færdig med den. Teaterdirektionen, som gerne ville have en ny opera til kongens fødselsdag 1789, bestemte sig derfor til at give Schulz' franske opera Aline, oversat til dansk og omarbejdet af Schulz, der tilkomponerede en del balletmusik. Trods visse nationalistiske bestræbelser blev den modtaget med stort bifald og holdt sig på repertoiret i henved 30 år.
Men en endnu længere levedygtighed og en endnu mere begejstret modtagelse var forundt hans næste dramatiske arbejde, det lille enakts-syngespil Høstgildet, opført første gang ved kronprins Frederiks og hans bruds indtog 16. september 1790. Thaarups tekst og Schulz' toner danner her et karakteristisk nationalt billede af den hele rolige og lykkelige tidsånd, der herskede under kronprinsens og Bernstorffs styrelse, og som bevis på stykkets popularitet kan anføres, at det fra 1790-1835 blev opført 65 gange. Hans værker blev opført gennem hele 1800-tallet på nationalteatret i København.
En lignende lykke gjorde hans to følgende dramatiske arbejder, totakts-syngestykkerne Indtoget, med tekst af P.A. Heiberg, og Peters Bryllup, med tekst af Thaarup, begge opført 1793. Igennem melodierne i disse stykker sang Schulz sig ind i det danske folks hjerte, og man kan uden overdrivelse sige, at han og hans efterfølger F.L.Æ. Kunzen skabte den danske vise, der danner prototypen for den af Schulz' elev Weyse så smukt og rigt udformede romance.

### De sidste år
Overhovedet befandt Schulz sig udmærket i København, og det var med smerte, at han, tvunget af sit svage helbred, der yderligere blev svækket ved hans redningsforsøg ved Christiansborgs brand 1794, måtte forlade Danmark 1795 for at søge lindring i syden. Senere udtalelser fra ham vidner om, hvor inderlig han bestandig følte sig knyttet til sit tidligere Hjemsted, som han kaldte det. Til syden nåede han dog ikke. Skibet, der skulle føre ham til Lissabon, blev af stormen forslået til Arendal i Norge, hvor Schulz måtte blive et helt år, indtil han omsider i april 1796 rejste han fra Arendal over Hamborg til Lüneburg, hvor han traf sin hustru og sit eneste barn. Vinteren tilbragte de i Berlin og sommeren 1797 i Rheinsberg.
Efter sin hustrus død den 8. november 1797 var han en nedbrudt mand. Han følte sig ikke i stand til at komponere længere og evnede kun at skrive nogle kritiske artikler og musikanmeldelser. Hans eneste bekymring var her efter datterens sundhed, og selv udtæret af gentagne blodstyrtninger døde han til sidst den 10. juni 1800 i Schwedt ved Oderen.

## Musikalsk betydning

### Kompositioner til kirken
Schulz var en dyb religiøs natur. Allerede i Rheinsberg havde han til fritænkeren prins Henriks forbavselse udgivet flere samlinger af religiøse sange; nogle af disse melodier klinger endnu i vore kirker, f.eks. Her komme, Jesu, dine smaa. I Danmark skrev han, i samklang med de Reventlowske bestræbelser på Trolleborg (Brahetrolleborg), hvor Schulz var en hyppig og kær gæst, et lille skrift om musikkens indflydelse på folkets åndelige dannelse. Det udkom 1790 og fremkaldte nogen diskussion, hvoraf vistnok som et praktisk udslag resulterede forskellige kirkelige kompositioner af Schulz. 1791 opførtes således i Slotskirken Thaarups hymne: Gud Jehova, vi prise dig, hvis grandiose begyndelse er almen kendt fra Berggreens Skolesange. Den blev samme år oversat til tysk af Schulz' nære ven Johann Heinrich Voss, der var med i digtkredsen Göttinger Hainbund, og er det af hans her i landet komponerede værker, som er blevet mest kendt i udlandet. Endnu i 1845 blev en partiturudgave heraf udgivet og uddelt som eksamenspræmie i Berliner Sing-Akademie.
Det ville føre for vidt at opregne den lange række af kirkemusik til danske tekster, som Schulz i de sidste fire år af sit ophold i Danmark komponerede; her skal blot fremhæves passionsoratoriet Christi Død af Baggesen, opført 1792 og oftere, ligesom flere af de følgende. I modsætning til mange andre værker af Schulz henlå det i manuskript, til det 1879 blev udgivet i et forkortet klaverudtog ved Samfundet til udgivelse af dansk Musik. Endvidere Edvard Storms Hymne (opført 1792), Baggesens Lovsang (1793), oratoriet Frelserens sidste Stund af Viktor Kristian Hjort (1794) og nordmanden Claus Frimanns Hymne (komponeret 1794). Hans sidste større værk var Thaarups Sørgesange ved arveprinsesse Sophie Frederikkes bisættelse (1794).

### Schulz' påvirkning af Weyse og den danske romance
Schulz sluttede sig med varme til sit ny hjem, tog sig ivrigt af kapellets anliggender og forstod i stigende mål ret udpræget i sine kompositioner at nærme sig den danske folketone. Gennem dem og sin elev Weyse har han fået betydning også for dansk musik, særlig for den danske romance. I denne henseende skal særlig fremhæves hans tre dramatiske arbejder Høstgildet, Indtoget og Peters Bryllup, der nød den største popularitet.
Endvidere komponerede han en hel række kirkelige værker, deriblandt oratorierne Maria og Johannes, til tekst af Johannes Ewald, og Christi Død af Jens Baggesen (nyudgave i klaverudtog 1879) samt Thaarups hymne Gud Jehova. Af Schulz' tyske sange udgav Knud Lyne Rahbek et udvalg med danske tekster (1792).

## Værker

### For klaver
- Sechs Klavierstücke, Op. 1, 1778
- Sonata, Op. 2, 1778

### Lieder
- Gesänge im Volkston, 1779
- Lieder im Volkston, 1782, 1785, 1790.
- Chansons Italiennes, 1782

### Operaer
- Clarissa, operetta, Berlin 1775
- La fée Urgèle, comédie avec ariettes, 1782
- Aline, reine de Golconde, Rheinsberg 1787
- Høstgildet, Syngespil, København 1790
- Indtoget, Syngespil, København 1793
- Peters bryllup, Syngespil, København 1793

### Incidental music
- Musik til Athalie af Jean Racine, Rheinsberg 1785

### Kirkemusik
- Maria und Johannes, 1788
- Kristi død, 1792
- Des Erlösers letzte Stunde, 1794
- 4 Hymner, 1791–1794